# Melani Matavao
Pas d'image ? Cliquez ici

a Compétitions nationales et continentales officielles uniquement.

b Matchs officiels uniquement.
Dernière mise à jour le 8 août 2024.
Melani Matavao, né le 19 novembre 1995 à Moto'otua aux Samoa, est un joueur international samoan de rugby à XV, évoluant au poste de demi de mêlée.

## Carrière

### En club
Melani Matavao a commencé à jouer au rugby dans le championnat amateur de son pays natal avec le club des Aana Chiefs, où il joue jusqu'en 2018. Considéré comme l'un des joueurs les plus prometteurs de son pays, il obtient de la part World Rugby, et son organisme Pacific Combine, une occasion de rejoindre un championnat professionnel à l'étranger.
Il rejoint alors la Nouvelle-Zélande et la région d'Otago, où il joue dans un premier temps dans le championnat local avec le club du Harbour RFC. Il commence ensuite sa carrière professionnelle avec la province d'Otago lors de la saison 2018 de NPC (championnat des provinces néo-zélandaises). Il dispute sept matchs lors de cette saison, et marque un essai. Malgré des performances encourageantes, il n'est pas conservé pour la saison 2019.
En 2019, il rejoint l'équipe des Asia Pacific Dragons, basée à Singapour et évoluant en Global Rapid Rugby. Pour des raisons inconnues, il ne dispute cependant aucun match avec l'équipe.
En 2024, il rejoint en cours de saison la franchise des Moana Pasifika, évoluant en Super Rugby. Il joue cinq matchs lors de la saison.

### En équipe nationale
Melani Matavao a joué avec l'équipe des Samoa des moins de 20 ans en 2015, disputant à cette occasion le championnat du monde junior 2015.
Il évolue ensuite avec l'équipe des Samoa A en Pacific Rugby Cup de 2015 à 2018, et en Americas Pacific Challenge en 2016 et 2017,.
Il est sélectionné pour la première fois avec l'équipe des Samoa en octobre 2017,. Il obtient sa première cape internationale le 11 novembre 2017 à l’occasion d’un test-match contre l'équipe d'Écosse à Édimbourg.
En juin et juillet 2018, il se montre décisif dans la qualification de son équipe pour la Coupe du monde 2019 en inscrivant un doublé dans chacun des matchs de la double rencontre qualificative contre l'Allemagne,.
En février 2019, il est appelé pour la première fois pour jouer pour l'équipe des Samoa à sept, disputant les World Rugby Sevens Series,.
En 2019, il est retenu par le sélectionneur Steve Jackson dans le groupe samoan pour disputer la Coupe du monde au Japon. Il dispute deux matchs lors de la compétition, contre la Russie et l'Écosse.
Après la Coupe du monde, il fait son retour avec sa sélection à sept dans le cadre de la saison 2019-2020 des Sevens Series.
En juin 2023, il est retenu dans le groupe samoan de 40 joueurs sélectionné pour préparer la Coupe du monde 2023. Le 6 août 2023, il est annoncé au sein du groupe définitif pour participer au Mondial en France. Il joue deux matchs lors de la compétition, tous en tant que remplaçant.

## Palmarès

### En équipe nationale
- 17 sélections avec les Samoa depuis 2017.
- 45 points (9 essais).

- Participation à la Coupe du monde en 2019 (2 matchs) et en 2023 (2 matchs).